# 1380 Володя
1380 Володя (1380 Volodia) — астероїд головного поясу, відкритий 16 березня 1936 року.
Тіссеранів параметр щодо Юпітера — 3,171.